# Le Sang du condor
Pour plus de détails, voir Fiche technique et Distribution.
Le Sang du condor (Yawar mallku) est un thriller politique bolivien réalisé par Jorge Sanjinés, sorti en 1969. Dans ce film qui est son plus célèbre, le réalisateur dénonce l'impérialisme américain à partir d'un drame vécu par un chef quechua, sa femme et son frère.

## Synopsis
Le film s'ouvre sur deux citations du dignitaire nazi Martin Bormann et du scientifique américain James Donner prônant l'eugénisme.
Ignacio est le mallku du village andin de Kaata, c’est-à-dire le chef de la communauté indigène. Accompagné de sa femme Paulina, il va enterrer des petites poupées au sommet d’une montagne en souvenir de leurs trois enfants morts lors d’une épidémie.
Un peu plus tard, Ignacio survit à une fusillade par la gendarmerie, mais il est grièvement blessé. Paulina le conduit à La Paz, où elle espère que pourra l’aider Sixto, le frère de son mari. Mais les difficultés continuent à l’hôpital : Paulina ne parle que quechua, ni son sang ni celui de Sixto ne sont compatibles avec celui d’Ignacio, et ils n’ont pas d’argent pour en acheter.
Paulina raconte à son beau-frère qu’un yatiri (devin indien) a lu dans les feuilles de coca qu’elle était devenue stérile, comme plusieurs autres femmes, à Kaata et Muyu. Les offrandes à la Pachamama et aux Machulas (les esprits des montagnes) n’y ont rien changé.
Pourquoi les Indiennes n’arrivent-elles subitement plus à avoir d’enfant ? Pourquoi l’intendant a-t-il ordonné de fusiller Ignacio ? Sa femme et son frère parviendront-ils à réunir de l’argent pour lui acheter du sang ? Et quel est le rôle joué par la maternité tenue par une association humanitaire américaine, dont l’ouverture semble avoir coïncidé avec l’arrivée de tous les maux dans la paisible communauté ?

## Fiche technique
- Titre original : Yawar mallku
- Réalisation : Jorge Sanjinés
- Scénario : Jorge Sanjinés et Óscar Soria
- Photographie : Antonio Eguino
- Montage : Jorge Sanjinés
- Production : Ukamau Limitada
- Pays d’origine :  Bolivie
- Langues originales : quechua, espagnol, anglais
- Format : noir et blanc — 35 mm — son mono
- Genre : thriller politique
- Durée : 70 minutes
- Date de sortie : 
  - Bolivie : 17 juillet 1969

## Distribution
- Marcelino Yanahuaya : Ignacio Mallku
- Benedicta Huanca : Paulina
- Vicente Salinas : Sixto

## Analyse
Jorge Sanjinés, persuadé que le cinéma permet une prise de conscience de la part de ses spectateurs et influencé par le néoréalisme, choisit de dénoncer un événement réel, la stérilisation à leur insu des Indiennes de Kaata par le Corps de la Paix, et engage des acteurs non professionnels : Marcelino Yanahuaya était réellement le mallku de Kaata, et Benedicta Huanca et Vicente Salinas (qu'il avait déjà faits jouer dans Ukamau) des mineurs d’Huanani.
Au-delà du drame de la stérilisation de ces femmes, le réalisateur souhaite de manière générale dénoncer l'impérialisme américain,. Sixto rejette dans un premier temps son identité indienne, s'habille à l'occidentale et affiche sur ses murs des photos de femmes blanches. Le drame de son frère, le récit de sa belle-sœur et la réalité que lui-même découvre le font progressivement évoluer. À la fin du film, il a troqué sa veste en cuir contre un poncho, et le dernier plan montrant les fusils brandis rappelle fortement celui des torches à la fin de L'Heure des brasiers sorti l'année précédente : comme Pino Solanas, Jorge Sanjinés estime que la lutte armée est le seul moyen d'obtenir la libération.
Les États-Unis obtinrent une brève interdiction du film, mais la mobilisation des intellectuels, des étudiants et de la presse permit que le gouvernement bolivien revienne sur sa décision. Le Corps de la Paix cessa sa campagne de stérilisation au bout de trois jours, et le président socialiste Juan José Torres ordonna son expulsion en 1971.

## Distinctions
- Prix Georges-Sadoul en 1969
- Mostra de Venise 1969 : Gouvernail d’or
- Festival de Valladolid 1970 : Épi d'or
- Festival de San Francisco 1970 : prix du jury